# Kampfabzeichen
Kampfabzeichen, in het Nederlands te vertalen als "gevechtsinsigne", was een categorie onderscheidingen van de Duitse Wehrmacht. De insignia hadden gemeen dat zij door de bevelhebbers van de strijdmachtonderdelen werden ingesteld.
De Kampfabzeichen worden geen van allen aan een lint gedragen en er is ook geen baton. Men speldt ze op de borst (meestal op de rechterborstzak van het uniform) en de schilden worden op de schouder vastgemaakt.
Alle Kampfabzeichen zijn ingesteld om aanwezigheid aan het front te belonen. Soms werden ze ook voor moed, verdienste of het behalen van bepaalde, van tevoren vastgestelde, resultaten toegekend. Dat kan het neerschieten van drie vliegtuigen zijn zoals bij het Luchtafweerinsigne van het Leger. Meestal gold de regel dat men een bepaald aantal dagen aan het front of op een oorlogsbodem in actieve dienst moest zijn geweest.
Tijdens de Tweede Wereldoorlog was het in Duitsland gebruikelijk geworden om ridderkruisdragers van het IJzeren Kruis, die ook het eikenloof droegen de Kampfabzeichen in Goud en versierd met briljanten te verlenen.

## Eerste categorie; de op de borst gespelde gevechtsinsignes
Landmacht (Heer)
- Infanterie-Sturmabzeichen (Duits: Infanterie-Sturmabzeichen) 1939
- Allgemeines Sturmabzeichen (Duits: Allgemeines Sturmabzeichen) 1943
- Panzerkampfabzeichen (Duits: Panzerkampfabzeichen) 1939
- Luchtafweerinsigne van het Leger (Duits: Heeres-Flakabzeichen) 1939
- Parachutistenafweer insigne van het Leger (Duits: Fallschirmschützen-Abzeichen des Heeres) 1937
- Bijzonder Insigne voor het Uitschakelen van Tanks door Individuele Soldaten (Duits: Sonderzeichen für das Niederkämpfen von Panzerkampfwagen durch Einzelkämpfer) 1942
- Insigne voor het Vernietigen van Laagvliegende Vliegtuigen (Duits: Tieffliegervernichtungsabzeichen) 1939
- Insigne voor Waarnemers in Ballonnen (Duits: Ballonbeobachterzeichen) 1939

Marine (Kriegsmarine)
- Onderzeebootoorlogsinsigne (Duits: U-Boots-Kriegsabzeichen) 1939
- Torpedobootjager-Oorlogsinsigne (Duits: Zerstörer-Kriegsabzeichen) 1940
- Mijnenveger-Oorlogsinsigne (Duits: Minensucher-Kriegsabzeichen) 1940
- Hulpkruiser-Oorlogsinsigne (Duits: Hilfskreuzer-Kriegsabzeichen) 1939
- Vloot-Oorlogsinsigne (Duits: Flotten-Kriegsabzeichen) 1941
- Motortorpedoboot-Oorlogsinsigne (Duits: Schnellboot-Kriegsabzeichen) 1941
- Oorlogsinsigne van de Marineartillerie (Duits: Kriegsabzeichen für die Marine-Artillerie) 1941
- Insigne voor Blokkadebrekers (Duits: Abzeichen für Blockadebrecher) 1941
- Gevechtsinsigne van het kleine Boordgeschut (Duits: Kampfabzeichen der Kleinkampfmittel) 1944

Luchtmacht (Luftwaffe)
- Flak-Kampfabzeichen (Duits: Kampfabzeichen der Flakartillerie) 1941
- Erdkampfabzeichen der Luftwaffe (Duits: Erdkampfabzeichen der Luftwaffe) 1942
- Panzerkampfabzeichen der Luftwaffe (Duits: Panzerkampfabzeichen der Luftwaffe) 1939
- Seekampfabzeichen der Luftwaffe (Duits: Seekampfabzeichen der Luftwaffe ) 1939
- Flugzeugführerabzeichen (Duits: Flugzeugführerabzeichen) 1935 - 1945
- Beobachterabzeichen (Duits: Beobachterabzeichen) 1935 - 1945
- Gezamenlijke Piloot-Observatiebadge (Duits: Gemeinsames Flugzeugführer- und Beobachterabzeichen) 1935 - 1945
- Fliegerschützenabzeichen (Duits: Fliegerschützenabzeichen) 1939
- Fallschirmschützenabzeichen (Duits: Fallschirmschützenabzeichen) 1936
- Segelflugzeugführerabzeichen (Duits: Segelflugzeugführerabzeichen) 1940 -1945
- Fliegererinnerungsabzeichen (Duits: Fliegererinnerungsabzeichen) 1939

Waffen SS en politie
- Bandenkampfabzeichen (Duits: Bandenkampfabzeichen) 1939

## Tweede categorie; de als schild op de schouder gedragen gevechtsinsignes
- Narvikschild (Duits:  Kampfabzeichen für Narvik) 1940 - 1941
- Cholmschild (Duits: Kampfabzeichen für Cholm) 1942
- Krimschild (Duits:  Kampfabzeichen für die Krim) 1943
- Demjanskschild (Duits: Kampfabzeichen für) 1943 - 1944
- Kubanschild (Duits: Kampfabzeichen für Kuban) 1943 - 1944
- Warschauschild (Duits: Kampfabzeichen für Warschau) 1944
- Arnhemschild (Duits: Kampfabzeichen für Arnheim) 1944
- Stalingradschild (Duits: Kampfabzeichen für Stalingrad) 1942 - 1943
- Laplandschild (Duits: Kampfabzeichen für Lappland) 1945
- Lorientschild (Duits: Kampfabzeichen für Lorient) 1944 - 1945
- Boedapestschild (Duits: Kampfabzeichen für Budapest) 1944
- Duinkerkenschild (Duits: Kampfabzeichen für Dünkirchen) 1945

## Na de Tweede Wereldoorlog
Deze versierselen zijn allemaal van een hakenkruis voorzien. Dat betekent dat het verzamelen, tentoonstellen en verhandelen van deze onderscheidingen in Duitsland aan strenge wettelijke regels is onderworpen.
De vier geallieerden hebben na de bezetting van Duitsland het dragen van alle Duitse orden en onderscheidingen, dus ook die uit het Duitse Keizerrijk van vóór 1918, verboden. Dat verbod is in de zogenaamde DDR altijd van kracht gebleven. Op 26 juli 1957 vaardigde de Bondsrepubliek Duitsland een wet uit waarin het dragen van onderscheidingen met daarop hakenkruizen of de runen van de SS werd verboden. Het dragen van een dergelijk  insigne werd net als het dragen van de Orde van Verdienste van de Duitse Adelaar en het Ereteken voor de 9e November 1923, de zogenaamde "Blutorden", streng verboden.
Ook het verzamelen, tentoonstellen en afbeelden van de onderscheidingen van de nazi's werd aan strenge regels gebonden. De Kampfabzeichen werden ontdaan van de hakenkruizen, van een doodskop en soms van zowel hakenkruis als adelaar. In deze gedenazificeerde uitvoering mochten de onderscheidingen worden gedragen.